# Чемпионат СССР по хоккею с шайбой 1989/1990 (составы)
Составы команд, участвовавших в чемпионате СССР по хоккею с шайбой 1990/1991.

## 1. «Динамо» Москва
Вратари: Владимир Мышкин — 46 матчей (94 пропущенных шайбы, 2 штрафных минуты), Андрей Карпин — 15 (11, 0), Михаил Шталенков — 6 (1, 0).

Защитники: Юрий Вожаков — 43 матча (4 заброшенные шайбы + 9 голевых передач, 26 штрафных минут), Виктор Глушенков — 48 (1+7, 16), Александр Карповцев — 35 (1+1, 27), Дарюс Каспарайтис — 1 (0+0, 0), Олег Микульчик — 32 (1+3, 31), Евгений Попихин — 46 (10+5, 22), Сергей Сорокин — 10 (0+2, 2), Михаил Татаринов — 44 (11+10, 34), Анатолий Федотов — 41 (2+4, 22), Дмитрий Фролов — 45 (2+9, 18), Александр Юдин — 36 (4+5, 36).

Нападающие: Анатолий Антипов — 46 (14+13, 26), Александр Гальченюк — 34 (6+3, 18), Игорь Дорофеев — 47 (18+16, 10), Алексей Жамнов — 43 (11+6, 23), Владимир Зубрильчев — 27 (8+9, 10), Ян Каминский — 6 (1+0, 4), Алексей Ковалев — 1 (0+0, 0), Андрей Ковалев — 41 (10+8, 8), Игорь Королёв — 17 (3+2, 2), Юрий Леонов — 47 (20+20, 24), Андрей Ломакин — 48 (11+15, 36), Сергей Петренко — 33 (5+4, 8), Александр Семак — 43 (23+11, 33), Сергей Светлов — 15 (3+4, 8), Анатолий Семёнов — 48 (13+20, 16), Равиль Хайдаров — 32 (5+4, 8), Сергей Яшин — 48 (14+16, 14).

Главный тренер: Владимир Юрзинов.

## 2. ЦСКА
Вратари: Алексей Ивашкин — 20 (42, 0), Максим Михайловский — 37 (64, 4).

Защитники: Алексей Гусаров — 42 (4+7, 42), Игорь Иванов — 14 (0+0, 6), Сергей Зубов — 48 (6+2, 16), Алексей Касатонов — 30 (6+7, 16), Игорь Кравчук — 48 (1+3, 16), Владимир Константинов — 47 (14+14, 44), Владимир Малахов — 48 (2+10, 34), Борис Миронов — 7 (0+0, 0), Дмитрий Мотков — 30 (0+1, 20), Игорь Малыхин — 39 (1+4, 28), Игорь Стельнов — 40 (1+6, 38).

Нападающие: Егор Башкатов — (0+0, 2), Павел Буре — 46 (14+10, 20), Вячеслав Буцаев — 48 (14+4, 30), Вячеслав Быков — 48 (21+16, 12), Денис Винокуров — 7 (1+0, 0), Евгений Давыдов — 44 (17+6, 16), Валерий Каменский — 45 (19+18, 40), Андрей Коваленко — 48 (8+5, 20), Павел Костичкин — 25 (3+4, 14), Олег Маринин — 7 (0+1, 2), Олег Петров — 30 (4+7, 4), Сергей Федоров — 48 (19+10, 22), Юрий Фимин — 27 (1+5, 4), Андрей Хомутов — 47 (21+14, 16), Игорь Чибирев — 46 (8+2, 12), Евгений Шастин — 45 (15+8, 26).

Главный тренер: Виктор Тихонов.

## 3. «Химик»
Вратари: Айрат Мухитов — 20 (9, 0), Алексей Червяков — 48 (96, 0).

Защитники: Андрей Басалгин — 48 (2+14, 29), Игорь Монаенков — 36 (1+3, 19), Игорь Никитин — 41 (4+4, 28), Сергей Селянин — 33 (2+4, 63), Александр Смирнов — 48 (9+13, 54), Кирилл Тарасов — (0+0, 0), Андрей Яковенко — 48 (10+14, 52), Алексей Яшкин — 48 (6+1, 34).

Нападающие: Лев Бердичевский — 45 (8+9, 20), Сергей Востриков — 45 (12+11, 14), Игорь Вязьмикин — 34 (11+13, 26), Андрей Галкин — 5 (0+0, 6), Валерий Зелепукин — 46 (17+14, 26), Андрей Квартальнов — 48 (12+16, 18), Дмитрий Квартальнов — 46 (25+28, 33), Юрий Клемешов — 28 (1+4, 6), Вячеслав Козлов — 45 (14+12, 38), Альберт Мальгин — 48 (18+15, 36), Сергей Молчанов — 27 (3+2, 16), Роман Оксюта — 37 (13+6, 16), Герман Титов — 44 (6+14, 19), Леонид Торопченко — 42 (6+2, 24), Леонид Трухно — 46 (10+13, 28), Олег Яшин — 23 (2+0, 4).

Главный тренер: Владимир Васильев.

## 4. «Динамо» Рига
- вр Ирбе, Артур Ариевич
- вр Наумов, Сергей Иванович
- защ Григорьев, Константин
- защ Игнатьев, Виктор Юрьевич
- защ Катлапс, Улвис
- защ Крамской, Владимир Фёдорович
- защ Матыцин, Андрей Александрович
- защ Пятанов, Андрей Константинович
- защ Сейейс, Нормундс
- защ Чудинов, Сергей Кузьмич
- нап Акулинин, Игорь Иванович
- нап Белявский, Александр Иосифович
- нап Болдавешко, Сергей
- нап Брезгин, Игорь Александрович
- нап Варянов, Николай Иванович
- нап Витолиньш, Харийс
- нап Дрелингс, Марис
- нап Знарок, Олег Валерьевич
- нап Керч, Александр Ярославович
- нап Опульскис, Юрис
- нап Павлов, Игорь Валентинович
- нап Семеряк, Евгений Степанович
- нап Скосырев, Сергей
- нап Томанис, Илмарс
- нап Фандуль, Вячеслав Викторович
- нап Шашов, Владимир Александрович
- Главный тренер: Эвалд Грабовский

## 5. «Сокол»
- вр Самойлов, Виталий Анатольевич
- вр Ткаченко, Сергей Николаевич
- вр Шундров, Юрий Александрович
- защ Годынюк, Александр Олегович
- защ Горбушин, Сергей Евгеньевич
- защ Доника, Анатолий Григорьевич
- защ Житник, Алексей Николаевич
- защ Зиновьев, Дмитрий Иванович
- защ Кровяков, Сергей Викторович
- защ Лубнин, Сергей Николаевич
- защ Овчинников, Андрей Александрович
- защ Савицкий, Александр Валерьевич
- защ Тимченко, Вячеслав Николаевич
- защ Шахрай, Валерий Петрович
- защ Ширяев, Валерий Викторович
- нап Алипов, Евгений Леонидович
- нап Балабан, Олег Леонидович
- нап Бобровников, Василий Валентинович
- нап Ботвинко, Валерий Борисович
- нап Бурханов, Али Шамильевич
- нап Валиуллин, Эдуард Гусманович
- нап Василенко, Василий Евгеньевич
- нап Кузьминский, Александр Александрович
- нап Кулабухов, Вадим Викторович
- нап Малков, Пётр Александрович
- нап Мудров, Олег Геннадьевич
- нап Найда, Анатолий Иванович
- нап Олецкий, Валентин Арнольдович
- нап Свинцицкий, Иван Вячеславович
- нап Синьков, Олег Владимирович
- нап Степанищев, Анатолий Николаевич
- нап Христич, Дмитрий Анатольевич
- нап Юлдашев, Рамиль Раильевич
- Главный тренер: Анатолий Богданов

## 6. «Крылья Советов»
- вр Ахи, Андрус Янович
- вр Браташ, Олег Владимирович
- защ Бондарев, Валерий Николаевич
- защ Вунш, Александр Константинович
- защ Кузнецов, Юрий Борисович
- защ Курашов, Константин Борисович
- защ Лысенко, Александр Вячеславович
- защ Макаров, Сергей Викторович
- защ Миронов, Дмитрий Олегович
- защ Скопинцев, Андрей Борисович
- защ Смирнов, Андрей Константинович
- защ Страхов, Юрий Николаевич
- защ Терехов, Александр Вячеславович
- защ Фаткуллин, Александр Рафаилович
- нап Быковский, Борис Анатольевич
- нап Волков, Михаил Борисович
- нап Гордиюк, Виктор Иосифович
- нап Есмантович, Игорь Вячеславович
- нап Зайцев, Сергей Фёдорович ← «Торпедо» Яр
- нап Золотов, Сергей Владимирович
- нап Кадыков, Павел Борисович
- нап Кудашов, Алексей Николаевич
- нап Лебедев, Геннадий Юрьевич
- нап Немчинов, Сергей Львович
- нап Одинцов, Сергей Анатольевич
- нап Панин, Михаил Викторович
- нап Панфиленков, Станислав Вячеславович
- нап Потайчук, Андрей Александрович
- нап Терехов, Владимир Владимирович
- нап Харин, Сергей Анатольевич
- нап Хмылев, Юрий Алексеевич
- нап Штепа, Евгений Юрьевич
- Главный тренер: Игорь Дмитриев.

## 7. «Торпедо» Ярославль
- вр Герасимов, Владимир Александрович
- вр Костюхин, Сергей Борисович
- защ Амелин, Алексей Викторович
- защ Жуков, Андрей Борисович
- защ Ковальков, Михаил Павлович
- защ Кольцов, Владимир Васильевич
- защ Крючков, Владимир Николаевич
- защ Лукичёв, Сергей Валерьевич
- защ Суярков, Сергей Владимирович
- защ Уваев, Вячеслав Викторович
- защ Шведов, Владислав Владимирович
- защ Юшкевич, Дмитрий Сергеевич
- нап Васильев, Михаил Александрович
- нап Виттенберг, Андрей Борисович
- нап Горбачёв, Эдуард Юрьевич
- нап Горшков, Андрей Владимирович
- нап Зайцев, Сергей Фёдорович → «Кр. Советов»
- нап Затевахин, Дмитрий Юрьевич
- нап Землянский, Андрей Николаевич
- нап Зыбин, Александр Викторович
- нап Карамнов, Виталий Владимирович
- нап Львов, Анатолий Львович
- нап Мартынюк, Сергей Станиславович
- нап Масленников, Игорь Валентинович
- нап Пачкалин, Виктор Николаевич
- нап Смирнов, Андрей Вениаминович
- нап Тарасенко, Андрей Владимирович
- нап Фуников, Игорь Львович
- нап Чинахов, Виталий Владимирович
- нап Шумский, Георгий Михайлович
- Главный тренер: Сергей Николаев (в 1990 году 8 месяцев работал в немецком «Касселе»)[1].

## 8. «Спартак»
- вр Герасимов, Дмитрий Анатольевич
- вр Голошумов, Сергей Иванович
- вр Марьин, Алексей Борисович
- вр Шевцов, Олег Борисович
- защ Бутко, Сергей Михайлович
- защ Мартынов, Игорь Юрьевич
- защ Тюриков, Владимир Вячеславович
- защ Усанов, Сергей Витальевич
- защ Фаткуллин, Александр Рафаилович
- защ Фокин, Сергей Викторович
- защ Чистяков, Андрей Алексеевич
- защ Ящин, Юрий Вячеславович
- нап Агейкин, Сергей Николаевич
- нап Барков, Александр Эдгардович
- нап Болдин, Игорь Петрович
- нап Борщевский, Николай Константинович
- нап Бушмелев, Сергей Адольфович
- нап Волгин, Герман Юрьевич
- нап Гулин, Андрей Викторович
- нап Зинин, Дмитрий Эдуардович
- нап Иванов, Михаил Викторович
- нап Коротков, Константин Сергеевич
- нап Маринин, Олег Николаевич
- нап Мишуков, Игорь Викторович
- нап Прохоров, Виталий Владимирович
- нап Саломатин, Алексей Георгиевич
- нап Селиванов, Александр Юрьевич
- нап Ткачук, Алексей Васильевич
- нап Шамолин, Дмитрий Вадимович
- нап Шипицын, Юрий Владимирович
- Главный тренер: Александр Якушев.

## 9. «Торпедо» Горький
- вр Дроздов, Сергей Игоревич
- вр Лаврецкий, Олег Николаевич
- защ Галихманов, Вадим Рашидович
- защ Голышев, Николай Иванович
- защ Коннов, Дмитрий Владимирович
- защ Кунин, Сергей Николаевич
- защ Латин, Лев Николаевич
- защ Мусатов, Вадим Юрьевич
- защ Наместников, Евгений Юрьевич
- защ Наместников, Олег Юрьевич
- защ Пресняков, Михаил Михайлович
- защ Федосов, Владимир Иванович
- нап Амиров, Рустем Рафикович
- нап Белозерцев, Эдуард Петрович
- нап Варнаков, Михаил Павлович
- нап Водопьянов, Анатолий Николаевич
- нап Горюнов, Пётр Станиславович
- нап Григорьев, Сергей Юрьевич
- нап Еганов, Сергей Дмитриевич
- нап Кадыков, Павел Борисович
- нап Киреев, Владимир Генрихович
- нап Коньков, Владимир Валерьевич
- нап Мусакаев, Айдар Юнирович
- нап Новосёлов, Сергей Александрович
- нап Пашинцев, Михаил Николаевич
- нап Рачков, Константин Борисович
- нап Ротанов, Алексей Петрович
- нап Рьянов, Вячеслав Серафимович
- нап Торгаев, Павел Викторович
- нап Шестериков, Сергей Владимирович
- нап Юров, Валерий Геннадьевич
- Главный тренер: Валерий Шапошников

## 10. «Динамо» Минск
- вр Шумидуб, Александр Николаевич
- вр Щебланов, Алексей Геннадьевич
- защ Дьяконов, Эдуард Александрович
- защ Ерастов, Дмитрий Анатольевич
- защ Кривохижа, Юрий Иванович
- защ Леонтьев, Олег Юрьевич
- защ Романов, Олег Константинович
- защ Свито, Владимир Фердинантович
- защ Таболин, Андрей Михайлович
- защ Федотов, Сергей Александрович
- защ Филин, Игорь Анатольевич
- защ Хмыль, Олег Владимирович
- защ Цыплаков, Александр Викторович
- нап Андриевский, Александр Леонидович
- нап Антоненко, Олег Владимирович
- нап Бекбулатов, Вадим Николаевич
- нап Бубенщиков, Игорь Николаевич
- нап Дмитриев, Андрей Викторович
- нап Занковец, Эдуард Константинович
- нап Захаров, Михаил Михайлович
- нап Карачун, Виктор Иосифович
- нап Кошкин, Андрей Германович
- нап Медведев, Дмитрий Иванович
- нап Панков, Василий Николаевич
- нап Расолько, Андрей Евгеньевич
- нап Руммо, Александр Петрович
- нап Старостенко, Дмитрий Валерьевич
- нап Тужиков, Руслан Вячеславович
- нап Хаткевич, Сергей Викторович
- нап Цыплаков, Владимир Викторович
- нап Черчес, Вячеслав Борисович
- нап Шитковский, Сергей Сергеевич
- Главный тренер: Владимир Крикунов

## 11. «Трактор»
- вр Королёв, Виктор Валентинович
- вр Сидоров, Эдуард Владимирович
- защ Давыдов, Олег Анатольевич
- защ Исаев, Юрий Алексеевич
- защ Исаков, Константин Александрович
- защ Кулев, Сергей Николаевич
- защ Матушкин, Игорь Витальевич
- защ Милёхин, Михаил Викторович
- защ Никулин, Валерий Викторович
- защ Парамонов, Сергей Викторович
- защ Цыгуров, Денис Геннадьевич
- защ Цыгуров, Дмитрий Геннадьевич
- защ Шварёв, Александр Викторович
- нап Астраханцев, Константин Вениаминович
- нап Баландин, Андрей Иванович
- нап Езовских, Павел Павлович
- нап Зайцев, Сергей Геннадьевич
- нап Знарок, Игорь Валерьевич
- нап Иченский, Сергей Леонидович
- нап Карпов, Валерий Евгеньевич
- нап Кирилов, Андрей Николаевич
- нап Китов, Александр Сергеевич
- нап Мальцев, Олег Анатольевич
- нап Попов, Валерий Иванович
- нап Рожков, Александр Егорович
- нап Савчук, Олег Ростиславович
- нап Суханов, Николай Николаевич
- нап Федулов, Игорь Вячеславович
- нап Хрущёв, Сергей Николаевич
- нап Чистяков, Анатолий Николаевич
- Главный тренер: Геннадий Цыгуров

## 12. СК имени Урицкого
- вр Абрамов, Сергей Михайлович
- вр Давыдов, Рашид Абдулхакович
- защ Закамский, Сергей Анатольевич
- защ Зубков, Андрей Фёдорович
- защ Кофтун, Олег Владимирович
- защ Михайлов, Валерий Лукич
- защ Пучков, Алексей Геннадьевич
- защ Рахин, Вячеслав Викторович
- защ Фазлеев, Равиль Шамсиевич
- защ Якубов, Рафик Хабибуллович
- нап Благодатских, Вадим Юрьевич
- нап Ванин, Николай Анатольевич
- нап Веселов, Глеб Анатольевич
- нап Гарифуллин, Алмаз Миннеханович
- нап Гудожников, Валерий Викторович
- нап Крашенинников, Игорь Валерьевич
- нап Макаров, Андрей Сергеевич
- нап Мамбеталиев, Галим Баубекович
- нап Муллагалеев, Марат Миргазизович
- нап Низамаев, Андрей Владимирович
- нап Обрежа, Константин Борисович
- нап Писарев, Андрей Константинович
- нап Рахматуллин, Ильдар Шамилевич
- нап Соколов, Александр Юрьевич
- нап Фаткуллин, Альфред Рафаэлевич
- нап Шайдуллин, Вадим Вакивович
- Главный тренер: Всеволод Елфимов

## 13. «Автомобилист»
- вр Семёнов, Александр Сергеевич
- вр Ширгазиев, Альберт Наилович
- защ Авдеев, Виктор Витальевич
- защ Бякин, Илья Владимирович
- защ Велижанин, Павел Григорьевич
- защ Каменский, Александр Константинович
- защ Каримов, Владимир Ренатович
- защ Любкин, Владимир Владимирович
- защ Мартемьянов, Андрей Алексеевич
- защ Мишенин, Вячеслав Анатольевич
- защ Мухин, Евгений Георгиевич
- защ Поротников, Олег Геннадьевич
- нап Анисимов, Алексей Германович
- нап Безроднов, Александр Робертович
- нап Безукладников, Вячеслав Юрьевич
- нап Бойченко, Олег Николаевич
- нап Гатаулин, Захар Галимович
- нап Динисин, Алексей Николаевич
- нап Ерёмин, Владимир Александрович
- нап Зайков, Олег Анатольевич
- нап Захаров, Игорь Валентинович
- нап Коршунов, Андрей Николаевич
- нап Осипов, Сергей Юрьевич
- нап Попов, Дмитрий Владимирович
- нап Ситников, Вадим Анатольевич
- нап Старков, Олег Николаевич
- нап Ягода, Андрей Владимирович
- Главный тренер: Александр Асташёв

## 14. «Торпедо» Усть-Каменогорск
- вр Бородулин, Владимир Ильич
- вр Никитухин, Дмитрий
- вр Шимин, Александр Николаевич
- защ Горев, Сергей Владимирович
- защ Грищенко, Алексей Леонидович
- защ Земляной, Игорь Степанович
- защ Кислицын, Сергей Анатольевич
- защ Медведев, Игорь Евгеньевич
- защ Соколов, Андрей Павлович
- защ Туников, Вадим Гаврилович
- защ Федорченко, Виктор Ильич
- защ Энгель, Александр
- нап Белкин, Сергей Владимирович
- нап Беляевский, Игорь Константинович
- нап Бородулин, Михаил Ильич
- нап Варнавский, Сергей Валерьевич
- нап Девятков, Сергей Николаевич
- нап Дорохин, Игорь Львович
- нап Ефремов, Владимир Юрьевич
- нап Каратаев, Юрий Иванович
- нап Корешков, Александр Геннадьевич
- нап Макаров, Константин Николаевич
- нап Райский, Андрей Александрович
- нап Сагымбаев, Ерлан Ерлесович
- нап Соловьёв, Андрей Михайлович
- нап Сподаренко, Константин Григорьевич
- нап Старыгин, Сергей Васильевич
- нап Фукс, Андрей Фёдорович
- нап Фукс, Борис Фёдорович
- нап Шафранов, Константин Витальевич
- Главный тренер: Владимир Гольц

## 15. СКА Ленинград
- вр Белошейкин, Евгений Владимирович
- вр Иванников, Валерий Николаевич
- вр Черкас, Сергей Михайлович
- защ Алексушин, Владимир Борисович
- защ Евдокимов, Игорь Михайлович
- защ Жуков, Сергей Борисович
- защ Кукушкин, Дмитрий Викторович
- защ Сивов, Александр Владимирович
- защ Тертышный, Сергей Викторович
- защ Хализов, Святослав Игоревич
- защ Цветков, Дмитрий Николаевич
- защ Шенделев, Сергей Викторович
- нап Андреев, Андрей Михайлович
- нап Андреев, Владимир Николаевич
- нап Беляков, Виктор Евгеньевич
- нап Власов, Игорь Геннадьевич
- нап Кравец, Михаил Григорьевич
- нап Лавров, Вячеслав Васильевич
- нап Лапшин, Сергей Евгеньевич
- нап Маслов, Николай Евгеньевич
- нап Перегудов, Константин Викторович
- нап Свержов, Сергей Александрович
- нап Смагин, Александр Евгеньевич
- нап Соловьев, Александр Николаевич
- нап Тепляков, Сергей Владимирович
- нап Цветков, Сергей Николаевич
- нап Цыплаков, Юрий Алексеевич
- Главный тренер: Геннадий Цыганков

## 16. «Динамо» Харьков
- вр Киряхин, Сергей Николаевич
- вр Ушаков, Геннадий Владимирович
- защ Акулов, Сергей Геннадьевич
- защ Алексеев, Сергей Николаевич
- защ Бущан, Андрей Петрович
- защ Мажугин, Андрей Иванович
- защ Михальченко, Борис Григорьевич
- защ Печенев, Александр Юрьевич
- защ Салиев, Валерий
- защ Хоменко, Анатолий Андреевич
- защ Шаргородский, Олег Витальевич
- нап Анферов, Михаил Андреевич
- нап Буценко, Константин Леонидович
- нап Еловиков, Владимир Ильич
- нап Ершов, Владислав Вячеславович
- нап Кожокин, Геннадий Николаевич
- нап Литвиненко, Виталий Иванович
- нап Повечеровский, Сергей Адамович
- нап Сидоров, Андрей Валентинович
- нап Сливченко, Вадим Николаевич
- нап Сыченко, Евгений Александрович
- нап Трасеух, Алексей Борисович
- нап Чёрный, Валерий Викторович
- нап Юнусов, Альфред Асфанович
- Главный тренер: Валентин Егоров